# Albertsklackarna
Albertsklackarna är öar i Finland. De ligger i Norra Östersjön, Skärgårdshavet eller Finska viken och i kommunen Hangö i landskapet Nyland, i den sydvästra delen av landet.
Arean för den av öarna koordinaterna pekar på är 0,4 hektar och dess största längd är 90 meter i sydöst-nordvästlig riktning.